# Cosmelia
Cosmelia (лат.) — род растений семейства Вересковые.

## Ареал
Виды рода Cosmelia являются эндемиками Австралии.

## Биологическое описание
Вечнозелёные кустарники.
Листья небольшого и среднего размера, супротивные, без прилистников, черешковые или сидячие; листовые пластинки плоские.
Цветки одиночные, прямостоячие или иногда поникающие; тычинок 5. Однополые цветки отсутствуют, растения являются гермафродитами. Цветки опыляются насекомыми или птицами.
Плод — безмякотная коробочка.

## Виды
Род включает в себя следующие виды:
- Cosmelia angustifolia DC.
- Cosmelia rubra R.Br.